# Caspar von Schrenck-Notzing
Caspar von Schrenck-Notzing (Monaco di Baviera, 23 giugno 1923 – 25 gennaio 2009) è stato uno scrittore e editore tedesco.
È considerato uno fra i maggiori rappresentanti della Nuova Destra.

## Biografia
Nipote del parapsicologo Albert von Schrenck-Notzing e dello scrittore Ludwig Ganghofer e pronipote dell'industriale Gustav Siegle, studia storia e sociologia presso l'Università Ludwig-Maximilian di Monaco, l'Università di Friburgo e l'Università di Colonia.
Da studente, fu politicamente attivo nel Bayernkurier e collaborò alla rivista Nation und Europa. Sotto lo pseudonimo di Ignaz Seetaler Schrenck-Notzing pubblicò sulla rivista di estrema destra National-Zeitung.
È stato uno dei principali azionisti di WMF e BASF.
Ampia diffusione ebbe, nel 1965, il libro Lavaggio del carattere, incentrato sull'impatto della propaganda americana su educazione e istruzione in Germania.
Nel 1970 fonda, con il supporto di Armin Mohler, la rivista Criticón, bimestrale che è stata a lungo considerato il più importante organo teorico della Nuova Destra nella Repubblica Federale Tedesca.
La sua produzione libraria è stata collocata nel contesto del conservatorismo.

## Opere
- Caspar Schrenck-Notzing, Lavaggio del carattere : l'occupazione americana della Germania e sue conseguenze, Milano, Edizioni del Borghese, 1965.